# Жилин, Борис Алексеевич (Герой Социалистического Труда)
Борис Алексеевич Жилин (22 октября 1937, Макеевский район Сталинской области, теперь Донецкая область) — украинский советский деятель, новатор сельскохозяйственного производства, мастер машинного доения коров совхоза «Вольнянский» Новомосковского района Днепропетровской области. Депутат Верховного Совета УССР 7-го созыва. Герой Социалистического Труда (22.03.1966).

## Биография
Родился в крестьянской семье. Окончил семилетнюю школу.
После окончания школы переехал вместе с семьей в Синельниковского района Днепропетровской области, где с 1953 года работал рабочим совхоза имени Буденного, механизатором совхоза «Дружба». Окончил курсы механизаторов.
У 1961 році переехал в Новомосковский район Днепропетровской области.
Член КПСС.
С 1963 года — мастер машинного доения коров совхоза «Вольнянский» Новомосковского района Днепропетровской области. Обслуживал 160 коров, достигал высоких надоев молока. Окончил зооветеринарный техникум Новомосковский Днепропетровской области.
Потом — на пенсии в городе Новомосковске Днепропетровской области.

## Награды
- Герой Социалистического Труда (22.03.1966)
- орден Ленина (22.03.1966)
- Юбилейная медаль «20 лет независимости Украины» (19 августа 2011 года) — за значительный личный вклад в социально-экономическое, научно-техническое и культурно-образовательное развитие Украинского государства, весомые трудовые достижения и многолетний добросовестный труд[1]
- медали